# Bochnia

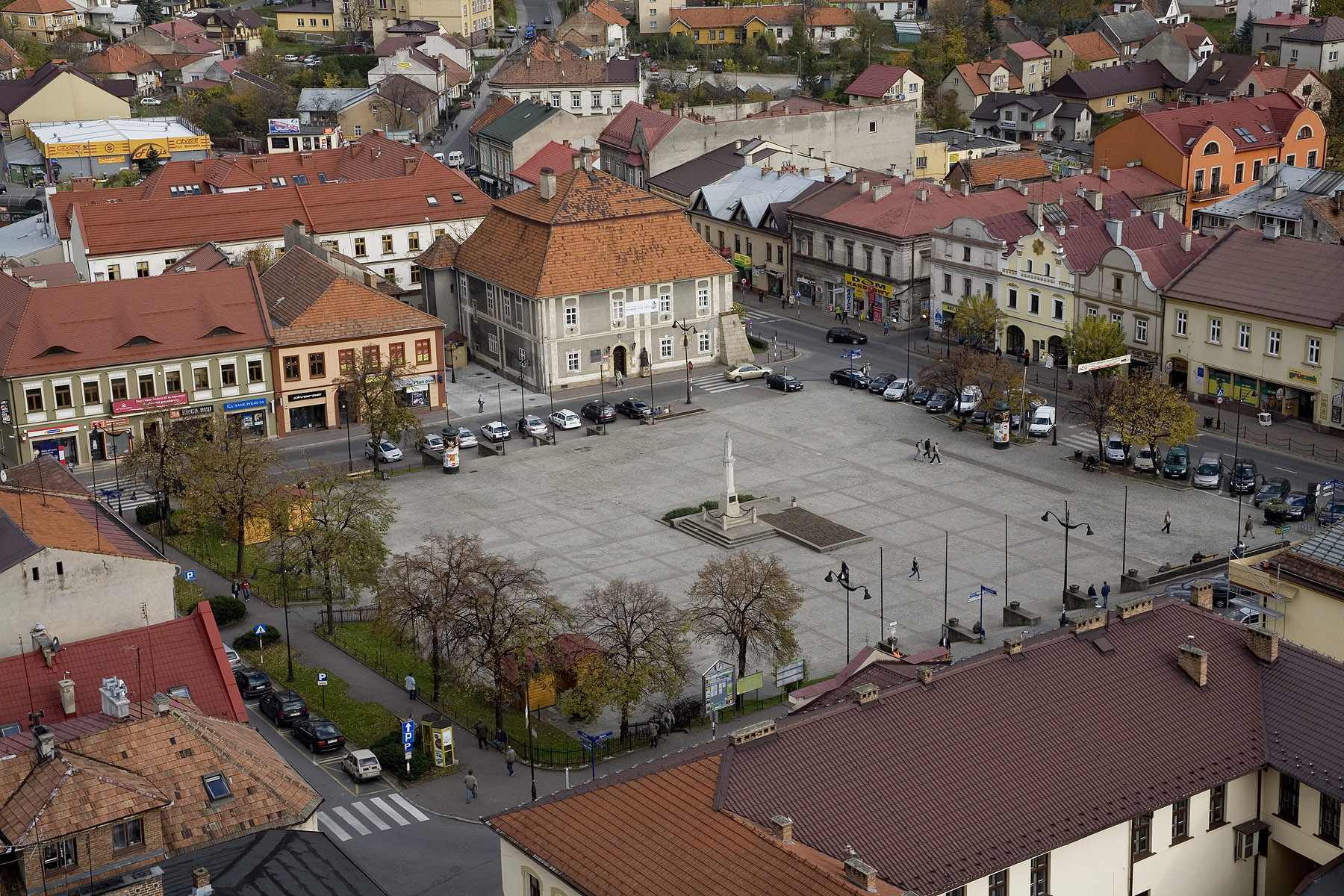
Bochnia

Bochnia este un oraș în districtul Bochnia, Voievodatul Polonia Mică, cu o populație de 30.300 locuitori (2011) în sudul Poloniei.
Orașul se află pe râul Raba aproximativ la jumătatea drumului [38 km] între Tarnów (la est) și de capitala regională Cracovia  (spre vest). Bochnia este cel mai cunoscut pentru mina de sare, cea mai veche în funcțiune în Europa, construită în 1248.

## Reorganizarea administrativă
Odată cu reorganizarea administrativă a Poloniei din 1999, Bochnia a fost capitala administrativa a județului Bochnia în voievodatul Polonia Mică. Înainte de reorganizare a făcut parte din Voievodatul Tarnów.
Zona de Bochnia are 29,89 kilometri pătrați. Orașul este situat de-a lungul drumurilor naționale 94 și 75. Drumul european E40, de asemenea, trece în partea de nord a orașului. Orașul are o stație de cale ferată.

## Istoric
Bochnia este una dintre cele mai vechi orașe din voievodatul Polonia Mică. Prima sursă cunoscută care menționează orașul este o scrisoare din anul 1198, în care Aymar Călugărul, Patriarhul latin al Ierusalimului, a confirmat o donație a magnatului local, Mikora Gryfit mănăstirii Ordinului Sfântului Mormânt din Miechów. Descoperirea unui important zăcământ de sare în 1248 a condus la acordarea de privilegii orașului (drepturi Magdeburg) la 27 februarie 1253 de către Bolesław V Cast. În documentul original, este menționat, de asemenea și numele german al orașului (Saltzberg) deoarece mulți locuitori ai Bochnia au fost coloniști germani din Silezia de Jos.
Datorită minei de sare și locației favorabile, Bochnia, care a aparținut Voievodatului Cracovia, a fost unul dintre principalele orașe din Polonia Mică. În secolul al XIV-lea, în timpul domniei regelui Cazimir al III-lea al Poloniei, a fost construită o primărie, un zid de apărare cu patru porti, un spital și adăpost pentru mineri, și început construcția Bazilicii Sf. Nicolae. În semn de apreciere a influenței lui Cazimir al III-lea al Poloniei asupra dezvoltării Bochnia, în secolul al XIX-lea în piața orașului a fost ridicat un monument al regelui. În secolul al XV-lea, a fost deschisă o școală și în 1623 a fost fondată în Bochnia abația Bernardină.
La acea vreme, mulți pelerini din Polonia Mică și Silezia au vizitat orașul, pentru a vedea o pictură miraculoasă a Sf. Mariei, păstrată la o biserică locală dominicană.
În 1561 Bochnia a ars într-un incendiu și depozite de sare au fost epuizate, ceea ce a dus la declinul orașului. În 1655 Bochnia a fost capturată de suedezi, în 1657 de către transilvăneni, și în 1662, de către cazaci. În anii 1660, au existat doar 54 de case încă în picioare. În 1702, orașul a fost distrus în Marele Război al Nordului. Incendiile în 1709 și 1751 au cauzat alte daune. În 1772, Bochnia a fost anexată de către Imperiul Austriac, și a rămas o parte din Galiția până în 1918. Austriecii  lichidat ambele mănăstiri, și au dărâmat primăria împreună cu zidul de apărare. În 1867, județul Bochnia a fost creat și orașul a început o redresare lentă stimulată de construcția căii ferate. În 1886, a fost deschisă prima bibliotecă publică, în secolul al XIX-lea, lucrări de apă și canalizare și în 1913 s-a construit un cinematograf.
În a Doua Republică Poloneză , Bochnia a aparținut Voievodatului Cracovia și a fost capitală de județ. Orașul a fost o mică garnizoană a armatei poloneze, cu al 3-lea Regiment de Ulani din Silezia staționa aici din 1924.
La data de 6/7 septembrie 1939, Bochnia a fost apărat de mari unități poloneze. Unul dintre primele execuții în masă din Polonia ocupată a avut loc în oraș: germanii împușcat 52 de polonezi ca represalii pentru uciderea a doi ofițeri de poliție germani.
La izbucnirea celui de-al Doilea Război Mondial, aproximativ 3.500 de evrei trăiau în Bochnia, care era aproximativ 20% din totalul populației. În timpul ocupației germane din Polonia, în Bochnia a fost realizat un ghetou evreiesc, în care naziștii au obligat evreii din zonele învecinate să se mute acolo. Întreaga comunitate evreiască a fost ucisă în Holocaust în afară de 200 de muncitori care erau la muncă forțată la o fabrica condusă de Gerhard Kurzbach, un soldat al Wehrmacht-ului, care le-a ordonat să lucreze ore suplimentare și, prin urmare, i-a salvat de la deportare. Se estimează că aproximativ 15.000 de evrei au fost deportați din Bochnia, cu cel puțin încă 1.800 ucis în oraș și împrejurimile sale. Aproximativ 90 de evrei din Bochnia au supraviețuit războiului, fie în ascunsă, în tabere sau în Uniunea Sovietică. Cei mai mulți dintre ei au emigrat în SUA, Belgia și Israel.
În 1944, Regimentul 12 infanterie din Armia Krajowa a fost înființată în Bochnia. În aprilie 1943 Witold Pilecki s-a ascuns aici după evadarea sa din Auschwitz(Oświęcim). 
În Polonia comunistă, Bochnia a crescut mai mare, cu mai multe sate încorporate în oraș, mai ales în anii 1970. În 1975, Bochnia a aparținut Voievodatului Tarnów, și în 1984, a fost finalizat o legătură către drumul european E40, redirecționarea traficului a descongestionat centrul aglomerat al orașului.

## Mina de sare

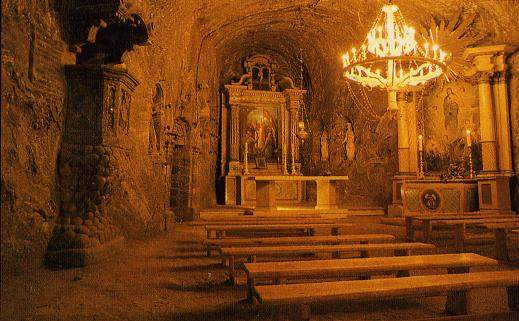
Salina din Bochnia. Biserică subterană

Salina Bochnia (în poloneză Kopalnia Soli w Bochni) este una dintre cele mai vechi mine de sare din lume și cea mai veche din Polonia și Europa. Mina a fost înființată între secolele XII-XIII, după ce sarea a fost descoperită în Bochnia. Minele măsoară 4,5 km în lungime și 468 de metri în adâncime, pe 16 nivele diferite. Camere pustii, puțuri și pasaje formează așa-numitul oraș subteran, care este acum deschis pentru turiști. Cea mai mare din camerele conservate a fost transformată într-un sanatoriu.

## Educație
Academia de Studii Economice Bochnia (Wyższa Szkoła Ekonomiczna w Bochni) este o instituție de învățământ superior la nivel de colegiu cu capital privat din oraș, inființată în anul 2000. Se acordă diplome de licență (licencjat) în cinci discipline.

## Personalități ale orașului
- St Stanisław Szczepanowski, primul sfânt nativ din Polonia.
- Ralph Modjeski (Rudolf Modrzejewski), inginer, născut în 186i, fiul actriței Elena Modjeska.
- Ludwik Stasiak, pictor, scriitor și publicist polonez.